# Cristina Rivera Garza
Cristina Rivera Garza, née le 1er octobre 1964 à Matamoros dans l'État de Tamaulipas, est une historienne et romancière mexicaine.

## Biographie
Née en 1964 à Matamoros, au nord-est du Mexique, près de la frontière avec les États-Unis,, elle parle couramment l'anglais et l'espagnol et désire écrire depuis son adolescence.
Elle a une formation universitaire en sociologie et en histoire. Elle fait des études de premier cycle à l'ENEP-Acatlán (qui fait partie de l'UNAM, l'université nationale autonome du Mexique) en sociologie, puis  étudie l'histoire latino-américaine, toujours à l'UNAM. Elle devient ensuite titulaire d'un doctorat en histoire de l'université de Houston obtenu en 1995.
Elle se consacre ensuite à l'enseignement, ainsi qu'à la création d'une œuvre littéraire « originale et déconcertante »,. Un de ses premiers romans majeurs est Personne ne me verra pleurer (Nadie me verá llorar).
Elle se voit décerner plusieurs prix dont le prix Anna-Seghers en 2005 pour l'ensemble de son œuvre, et le prix Roger-Caillois 2013, pour son roman Personne ne me verra pleurer. Ses créations ont fait l'objet de traductions en français.

## Œuvres traduites en français
- Personne ne me verra pleurer (Nadie me verá llorar), trad. de  Karine Louesdon et José-María Ruiz-Funes Torres, Paris, Éditions Phébus, coll. « Littérature étrangère », 2013, 254 p.  (ISBN 978-2-7529-0596-3)[5]

- L’Invincible Été de Liliana (El invencible verano de Liliana), trad. de Lise Belperron, Éditions Globe, 2023, 400p[6].

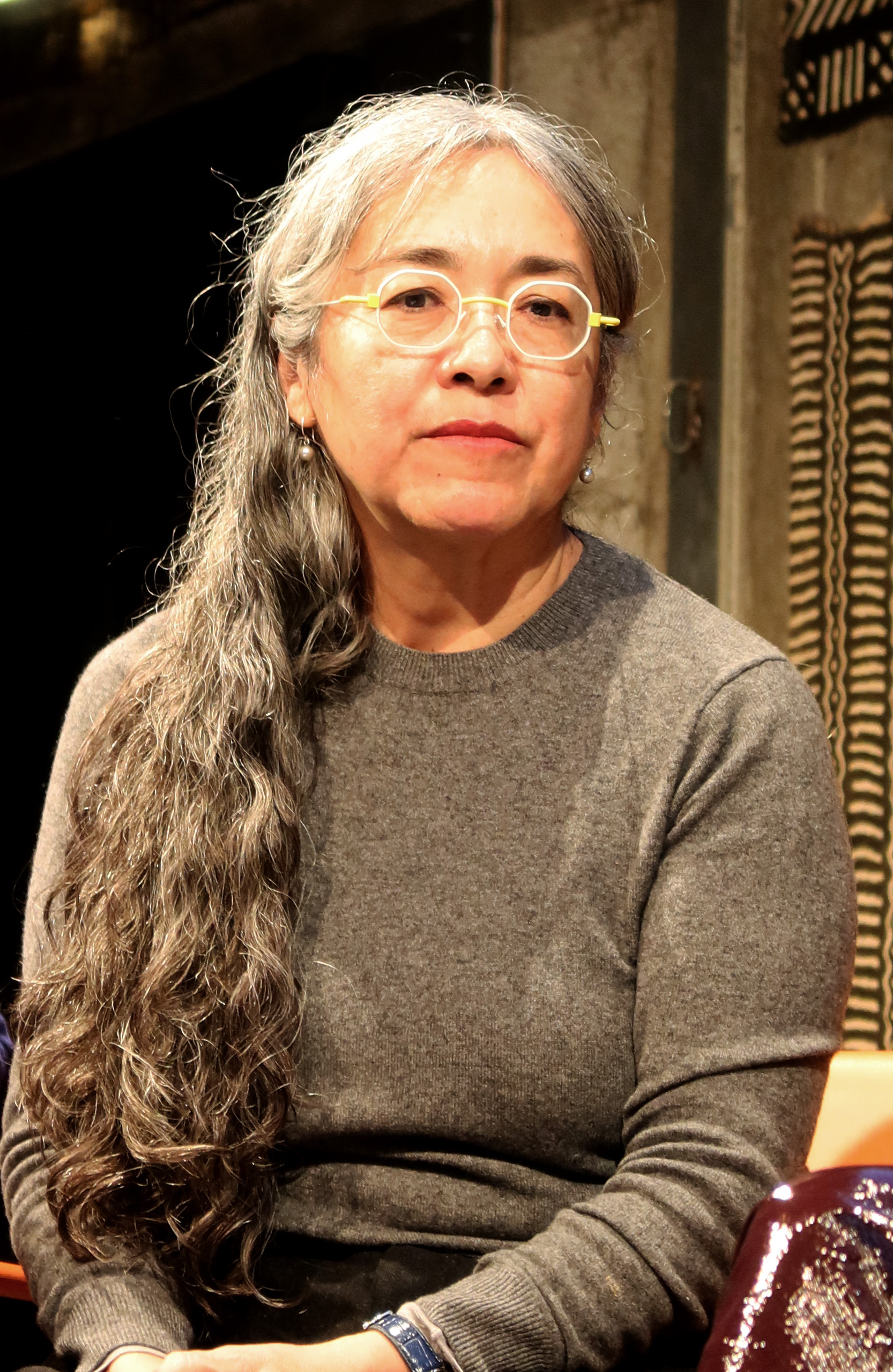
Cristina au festival Atlantide, février 2024

## Sur l'autrice
- Karim Benmiloud, Tres escritoras mexicanas : Elena Poniatowska - Ana Garcia Bergua - Cristina Rivera Garza, Rennes, France, PU Rennes, 2014, 296 p.  (ISBN 978-2-7535-3462-9)
- Cristina Rivera Garza, une écriture-mouvement, Cécile Quintana, Presses universitaires de Rennes, 2016,  (ISBN 978-2-7535-5063-6)